# Кутрухин, Константин Прокофьевич
Константин Прокофьевич Кутрухин (1.2.1916, деревня Удельный Шумец, Юринская волость, Васильсурский уезд, Нижегородская губерния, Российская империя (ныне деревня Удельная, Юринского района, Марий Эл, Россия) — 27.6.1944, деревня Ходаково, Ушачский район, Витебская область, Белорусская ССР, СССР (ныне в Белоруссии)) — участник Великой Отечественной войны, командир стрелкового отделения 156-го гвардейского стрелкового полка (51-я гвардейская стрелковая дивизия, 6-я гвардейская армия, 1-й Прибалтийский фронт), гвардии сержант. Закрыл своим телом амбразуру пулемёта.

## Биография
Родился 1 февраля 1916 года в крестьянской семье, окончил четыре (по другим данным пять) классов школы, после чего занимался крестьянским трудом, с 1931 года в колхозе, зимой работал на лесозаготовках, весной и летом был плотогоном на Волге. Был призван в РККА осенью 1937 года, до декабря 1940 служил на границе в составе 42-го пограничного отряда в Закавказье. В июле 1941 года вновь призван в армию, с 15 апреля 1942 года участвовал в боях.
Будучи в звании гвардии красноармейца писарем-каптенармусом роты автоматчиков 207-го гвардейского стрелкового полка 51-й гвардейской стрелковой дивизии, отличился в боях под Сталинградом. В ходе наступательных боёв бесперебойно снабжал горячей пищей роту, 29 января 1943 года в Сталинграде взял в плен 5 солдат противника. 2 февраля 1943 года был награждён медалью «За боевые заслуги». Продолжал воевать в составе дивизии, был дважды ранен: 19 августа 1943 года в районе Богодухова и 18 декабря 1943 года в районе Невеля, вернулся в строй.
В ходе Белорусской стратегической наступательной операции 51-я гвардейская стрелковая дивизия наступала западнее Витебска. К тому времени гвардии сержант Кутрухин, командуя отделением 156-го гвардейского полка 25 июня 1944 года в числе первых форсировал Западную Двину и находясь на плацдарме, принял участие в отражении пяти контратак. 27 июня 1944 года полк вёл бой в районе деревень Ходаково и Татарщино. Продвижению войск мешал пулемётный огонь из дзота, установленного на возвышенности. Обойдя со своим отделением дзот с тыла, гвардии сержант Кутрухин бросился на амбразуру и закрыл её своим телом.
Был похоронен на окраине леса в восьмистах метрах юго-западнее деревни Поречье и в полутора километрах юго-восточнее деревни Балбетча ныне Бешенковичского района. В послевоенное время был перезахоронен в братскую могилу в центре деревни Дубровка Ушачского района.
Указом Президиума Верховного Совета СССР от 24 марта 1945 года за образцовое выполнение боевых заданий командования на фронте борьбы с немецко-фашистскими захватчиками и проявленные при этом мужество и героизм гвардии сержанту Кутрухину Константину Прокофьевичу посмертно присвоено звание Героя Советского Союза.
В Йошкар-Оле и Юрино именем героя названы улицы, где установлены мемориальные доски. В Юрино, кроме того, установлен памятник. Также мемориальная доска установлена на доме, где жил Константин Кутрухин в деревне Удельная. Имя гвардии сержанта Константина Кутрухина носит школа деревни Дубровка; над братской могилой в деревне установлен памятник.

## Награды
- Герой Советского Союза (24.03.1945).
- Орден Ленина (24.03.1945).
- Медаль «За боевые заслуги» (02.02.1943).
- Медаль «За оборону Сталинграда».

## Память
- Имя Константина Кутрухина носит школа деревни Дубровка Ушачского района.
- На месте его подвига установлен обелиск[2].
- Бюст установлен в посёлке городского типа Юрино Республики Марий Эл.
- Мемориальные доски установлены в деревне Удельная и посёлке городского типа Юрино Республики Марий Эл.
- В столице Республики Марий Эл городе Йошкар-Оле и посёлке городского типа Юрино именем Героя названы улицы.
- Над братской могилой в центре деревни Дубровка Ушачского района Белоруссии в 1964 году установлен памятник[3].
- Мемориальная доска в память о Кутрухине установлена Российским военно-историческим обществом на здании Горношумецкой школы Юринского района, где он учился.